# Zez

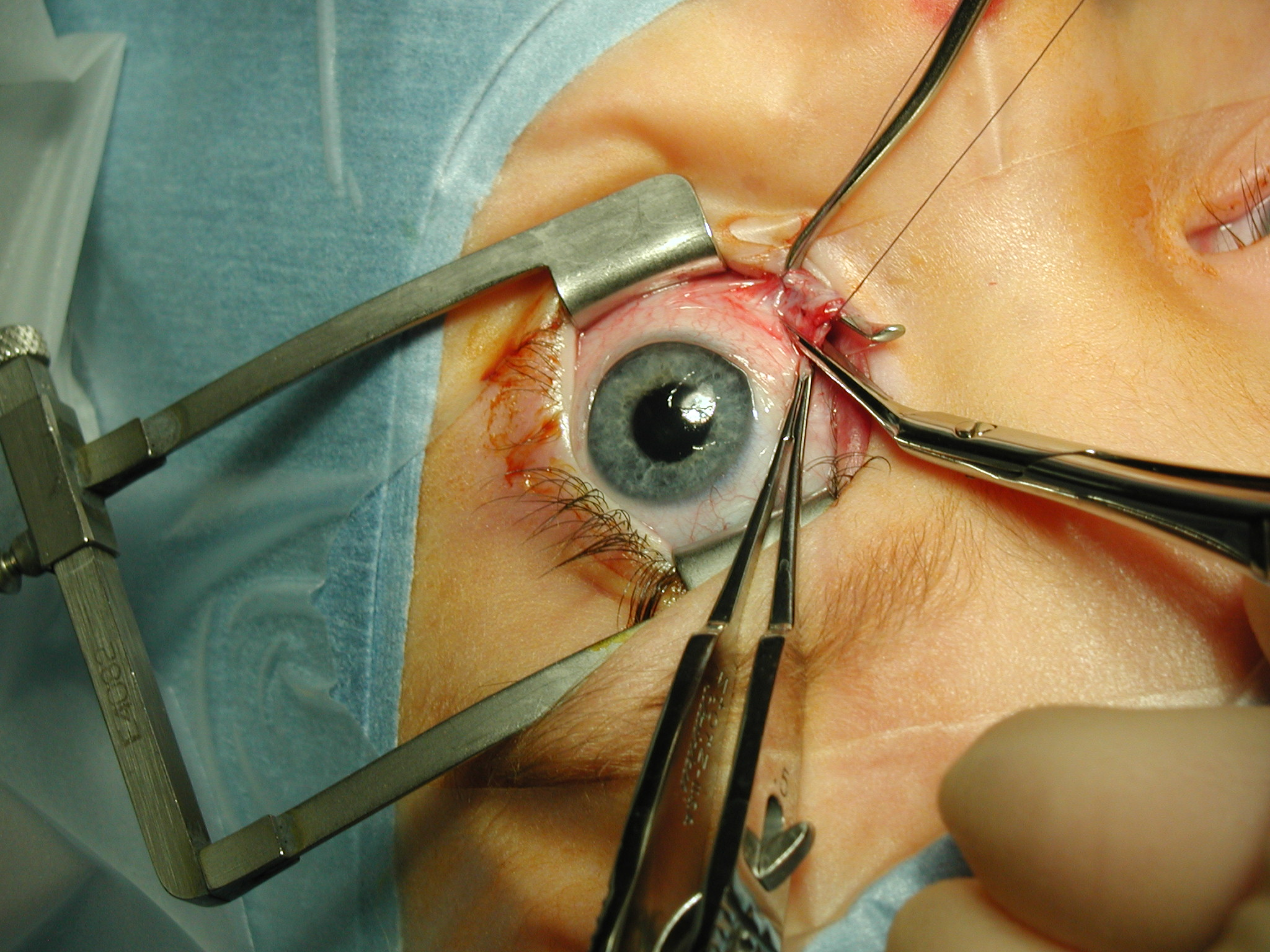
Chirurgiczne leczenie zeza

Zez (łac. strabismus, gr. strabismus (z Greki: στραβισμός strabismos, od στραβίζειν strabizein „mrużyć”, od στραβός strabos „mrużenie, zmrużone-oko”)) – wada oczu objawiająca się nieprawidłowym ustawieniem oczu względem siebie podczas patrzenia na obiekt, spowodowane np. osłabieniem mięśni ocznych, co powoduje zmianę kąta patrzenia jednego oka względem drugiego. Efektem zeza jest zaburzenie widzenia stereoskopowego. Stan ten może występować sporadycznie lub stale. Jeśli występuje przez większą część dzieciństwa, może skutkować niedowidzeniem i utratą percepcji głębi. Jeśli pojawi się w wieku dorosłym, jest bardziej prawdopodobne, że spowoduje podwójne widzenie.
Osoby z zezem mogą mieć trudności z prowadzeniem pojazdów mechanicznych (np. samochody) oraz operowaniem maszynami i urządzeniami w ruchu. Trudno im też uprawiać niektóre sporty, takie jak np. siatkówkę, łatwiej natomiast radzą sobie z czynnościami związanymi z dobrze rozwiniętą wyobraźnią przestrzenną, np. przy obróbce grafiki trójwymiarowej.
Przyczyną zeza mogą być zmiany w rozwoju ośrodków kojarzeniowych kory mózgowej, a także zmiany wewnętrznego aparatu (w przypadku zespołu Marfana zwłaszcza nieprawidłowe funkcjonowanie mięśni okoruchowych). Zeza można zniwelować za pomocą odpowiednich okularów i ćwiczeń lub chirurgicznie.
Zez może spowodować powstanie amblyopii („leniwego oka”), czyli osłabienie zdolności widzenia w jednym oku. Leczenie polega na zasłonięciu zdrowego oka, tym samym zmuszając „leniwe oko” do pracy.

## Leczenie
Zez jest zwykle leczony za pomocą kombinacji okularów, terapii wzroku i operacji, w zależności od przyczyny niewspółosiowości. Podobnie jak w przypadku innych zaburzeń widzenia obuocznego, głównym celem jest prawidłowe, pojedyncze, wyraźne, normalne widzenie obuoczne we wszystkich odległościach i kierunkach patrzenia.

## Zez ukryty (foria)
Zez ukryty (strabismus latens heterophoria) jest zaburzeniem równowagi mięśni ocznych. Nierównowaga ta polega na tym, że pewna grupa mięśni jest silniejsza od swoich antagonistów i ujawnia się w momencie wyłączenia obuocznego widzenia, a tym samym braku konieczności fuzji obrazów (można zaobserwować to zjawisko przysłaniając jedno oko, które w momencie odsłonięcia przesłony okaże się ustawione zbieżnie lub rozbieżnie, ale po powrocie warunków obuocznego widzenia natychmiast ustawi się w pozycji ortoforii).
W zależności od kierunku, wyróżnić możemy:
- zbaczanie do wewnątrz (ezophoria),
- na zewnątrz (exophoria),
- ku górze (hyperphoria),
- i ku dołowi (hypophoria).

Rzadką formą heteroforii jest cyclophoria, polegająca na rotacyjnym przemieszczeniu osi oka pod zasłoną.

### Leczenie zeza ukrytego
Leczenie oparte jest na wyrównywaniu wady refrakcji, ćwiczeniach fuzji, niekiedy stosowaniu szkieł pryzmatycznych. Jeśli metody te nie przynoszą poprawy, a zdekompensowana heteroforia przechodzi w trwały stan jawnego zeza, należy wtedy bezzwłocznie poprawić równowagę mięśniową przez przeprowadzenie operacji.

## Zez towarzyszący
Zez towarzyszący (strabismus concommitans) jest najczęstszą postacią zeza. Jego cechą jest to, że oko zezujące towarzyszy w ruchach oku prowadzącemu, utrzymując przy tym stały kąt odchylenia.
Przyjmując odchylenia oka jako kryterium podziału, możemy wyróżnić zez:
- zbieżny (strabismus convergens esotropia),
- rozbieżny (strabismus divergens exotropia),
- ku górze (strabismus sursumvergens hypertropia),
- ku dołowi (strabismus deorsum vergens hypotropia),
- skośny (strabismus obliquus).

Odchylenie osi jednego oka powodować może utratę równowagi sensorycznej obu oczu, co z kolei prowadzi do poważnych zaburzeń czynnościowych. Dochodzi do nich przede wszystkim w oku zezującym, które mimo anatomicznie prawidłowego aparatu percepcyjnego, traci zdolność widzenia. Powstaje niedowidzenie (amblyopia), które powoduje obniżenie ostrości wzroku nawet do poziomu bliskiego praktycznej ślepoty. Niedowidzenie występuje w około 60% przypadków zeza, gdy początek zeza występuje przed 5. rokiem życia.
Mechanizm powstawania niedowidzenia polega na tym, że w celu uniknięcia nakładania się dwóch różnych obrazów powstających na obszarze dołeczka każdego z oczu, uruchamia się mechanizm korowego tłumienia tego obrazu, który pada na dołeczek środkowy oka zezującego. Stały proces tłumienia powoduje, iż w zezującym oku powstaje czynnościowy mroczek środkowy. Jednocześnie dołeczek środkowy oka prowadzącego zaczyna korespondować nie z dołeczkiem w oku zezującym, a z tym obszarem siatkówki, na który pada obraz fiksowany przez oko prowadzące. Obszar siatkówki korespondujący z dołeczkiem oka prowadzącego, oddalony od anatomicznego dołeczka o odległość odpowiadającą kątowi zeza, staje się zatem funkcjonalnym dołeczkiem środkowym, a położone wokół niego punkty – fałszywą plamką. Powstaje wtedy tzw. fiksacja ekscentryczna i jej miejsce ma tym mniejszą ostrość wzroku, im większy jest kąt zeza, zatem im dalej jest położone to miejsce od dołeczka środkowego. Wokół punktu ekscentrycznej fiksacji zaczyna się organizować cała nieprawidłowa korespondencja siatkówkowa.
Nieprawidłowe odchylenie może dotyczyć obu oczu, gdy każde z nich przejmuje prowadzenie okresowo. Mamy wtedy do czynienia z zezem naprzemiennym (strabismus alternans). W tym przypadku nie dochodzi do trwałego tłumienia obrazu z tylko jednego, tego samego oka. Dzięki temu nie powstaje niedowidzenie, jednakże nie ma też warunków do wytworzenia się korespondencji siatkówkowej, a co za tym idzie – warunków prawidłowego widzenia obuocznego. Wytwarza się zatem anomalna korespondencja z niskim stopniem widzenia obuocznego.

### Leczenie zeza towarzyszącego
Leczenie zeza rozpoczyna dobranie okularów, które korygowałyby wadę refrakcji. Ich zmiana powinna być dokonywana w miarę potrzeby, na podstawie powtarzanej co pół roku kontroli. Noszenie szkieł może w niektórych przypadkach spowodować ustąpienie zeza. Są to przypadki, w których przyczyną zaburzeń w ustawieniu oczu jest napięcie akomodacji, uruchamiane celem kompensacji nadwzroczności.
Następnym etapem jest prowadzenie działań zapobiegających wytworzeniu się czynnościowego niedowidzenia. Osiąga się to wyłączając z procesu widzenia oko prowadzące, przez co zmuszając oko zezujące do fiksacji dołeczkowej. W tym celu stosuje się jedną z poniższych metod:
- metoda zasłaniania (obturatio, occlusio) oka prowadzącego. Wykonuje się ją zakładając przesłonkę na okulary lub bezpośrednio zasłaniając oko,
- metoda penalizacji, która polega na „karaniu” oka prowadzącego. Ma ona na celu spowodowanie czynnościowego upośledzenia tego oka (przez podawanie atropiny oraz odpowiedni dobór szkieł okularowych), co sprzyja poprawie ostrości wzroku oka niedowidzącego, poprawie współpracy obu oczu i zmniejszeniu kąta zeza,
- metody pleoptyczne leczące niedowidzenie przy użyciu odpowiedniej aparatury. Polegają one na pobudzaniu obszaru dołeczkowego bodźcami świetlnymi przy równoczesnym wyłączaniu miejsca fałszywej fiksacji.

Metody te są stosowane u dzieci powyżej 4 roku życia (ze względu na możność współpracy).
Kolejny etap postępowania terapeutycznego polega na wyrobieniu prawidłowego obuocznego widzenia. W tym celu wykorzystuje się metody ortoptyczne. Zastosowanie pryzmatów w leczeniu zeza towarzyszącego polega na przesunięciu obrazu powstającego na siatkówce w pożądanym kierunku. Szkła pryzmatyczne są zakładane na korygujące wadę refrakcji szkła okularowe.
W procesie terapeutycznym bardzo ważne miejsce zajmuje leczenie chirurgiczne. Ma ono na celu wyrównanie siły działania mięśni okoruchowych tak, aby gałki oczne były ustawione i poruszały się równolegle. Operacja polega na osłabieniu zbyt mocno działających i wzmocnieniu działających słabo mięśni. Osłabienie osiąga się przez przesunięcie przyczepu ku tyłowi (recessio, retropositio), wzmocnienie zaś przez skrócenie mięśnia (resectio) i ewentualne przesunięcie przyczepu ku przodowi (antepositio). Do zabiegu chirurgicznego przystępuje się zazwyczaj, gdy zostało wyeliminowane niedowidzenie i rozpoczął się proces przywracania prawidłowego obuocznego widzenia.

## Klasyfikacja ICD10
| kod ICD10   | nazwa choroby      |
| ----------- | ------------------ |
| ICD-10: H49 | Zez porażenny      |
| ICD-10: H50 | Inne postacie zeza |